# De qué hablo cuando hablo de correr
De qué hablo cuando hablo de correr (走ることについて語るときに僕の語ること Hashiru koto ni tsuite kataru toki ni boku no kataru koto?) es un libro de memorias de Murakami Haruki en el que escribe acerca de su interés y participación en carreras de larga distancia. Murakami empezó a correr a principios de la década de 1980 y desde entonces ha competido en más de veinte maratones y una ultramaratón.
El título del libro fue inspirado en la colección de cuentos cortos de Raymond Carver titulada De qué hablamos cuando hablamos de amor.